# 착한마녀전
《착한마녀전》은 2018년 3월 3일부터 2018년 5월 5일까지 방송되었던 SBS 주말 특별기획 드라마이다.

## 기획 의도
너무 착해 탈이었던 주부가 단칼 마녀라는 별명의 못된 쌍둥이 동생 삶까지 이중생활을 하며 동생과 자신 삶의 어려운 문제들을 해결해 나가는 이야기

## 등장인물

### 주요 인물
- 이다해 : 차선희 / 차도희 역
- 류수영 : 송우진 역 - 항공사의 에이스 파일럿, 나르시시즘의 결정판

### 셰어하우스
- 안우연 : 오태양 역 - 동해항공 CEO의 막내아들로 인간 사고뭉치
- 혜정 : 주예빈 역 - 항공사 내 최고의 스펙녀. 도희의 자리를 위협하는 차세대 잇걸

### 선희네 가족
- 배수빈 : 봉천대 역 - 선희의 남편
- 솔빈 : 봉천지 역 - 차선희의 시누이. 봉천대의 여동생
- 금보라 : 변옥정 역 - 선희 시어머니
- 양금석 : 이문숙 역 - 선희와 도희의 엄마
- 이한서 : 봉초롱 역 - 귀엽고 당찬 차선희의 수호천사

### 우진네 가족
- 문희경 : 김공주 역 - 우진의 모친. 변옥정과 이문숙의 고교동창

### 동해항공 로열패밀리
- 윤세아 : 오태리 역 - 오평판 회장의 장녀. 항공사 전무
- 심형탁 : 채강민 역 - 오평판 회장의 사위이며, 태리의 남편. 현재 동해항공 전략기획실 실장
- 이덕화 : 오평판 역 - 국내 최대 항공사를 운영하는 동해항공 CEO

### 그 외 인물
- 최준용 : 공현준 역 - 오평판의 총애를 받는 경호팀장
- 유서진 : 민수현 역 - 봉천대와 대학 동기. 레스토랑 운영
- 수미 : 배윤희 역
- 김지은 : 왕지영 역
- 이승형 : 황병남 이사 역
- 전헌태 : 집주인 역
- 서동원 : 유부남 역
- 정아미 : 다도장인 역
- 홍승범 : 의사 역
- 김미혜 : 유은송 역
- 한다희
- 황주호
- 윤희원
- 은서라
- 마민희
- 이동호
- 김동환
- 오동수
- 강다은
- 기연호
- 이윤상
- 배유리
- 전해룡
- 민대식
- 박주리
- 이재이
- 이인아
- 김상일
- 봉승호
- 정수인
- 서민경
- 이우신
- 김성강
- 이우신
- 박옥출
- 정연
- 이범찬
- 마정필
- 오윤수 : 성지윤 역
- 장세아

### 특별 출연
- 김용건 : 송태준 역 (우진 부) - 우진의 부친. 오평판 회장의 친구
- 이철민 : 차종철 역 (도희&선희 부)
- 이정은 : 반장 역
- 김하균 : 박기범 역
- 하재숙 : 허민지 역. 레스토랑 종업원
- 최성준

## 시청률
최저 시청률과 최고 시청률은 시청률 조사회사와 지역별로 시청률에 차이가 있을 수 있습니다.
| 2018년 | 2018년   | 2018년         | 2018년       | 2018년         | 2018년       |
| 회차   | 방송일   | TNmS 시청률    | TNmS 시청률  | AGB 시청률     | AGB 시청률   |
| 회차   | 방송일   | 대한민국(전국) | 서울(수도권) | 대한민국(전국) | 서울(수도권) |
| ------ | -------- | -------------- | ------------ | -------------- | ------------ |
| 제1회  | 3월 3일  | 7.6%           | 8.8%         | 9.2%           | 10.4%        |
| 제2회  | 3월 3일  | 9.5%           | 10.0%        | 10.8%          | 11.3%        |
| 제3회  | 3월 3일  | 9.9%           | 10.5%        | 11.0%          | 11.6%        |
| 제4회  | 3월 3일  | 11.1%          | 12.0%        | 11.7%          | 12.6%        |
| 제5회  | 3월 10일 | 7.0%           | 7.3%         | 7.4%           | 7.7%         |
| 제6회  | 3월 10일 | 7.7%           | 7.8%         | 8.3%           | 8.4%         |
| 제7회  | 3월 10일 | 7.1%           | 7.4%         | 8.0%           | 8.3%         |
| 제8회  | 3월 10일 | 8.2%           | 8.5%         | 8.6%           | 9.0%         |
| 제9회  | 3월 17일 | 5.9%           | 6.6%         | 6.0%           | 6.7%         |
| 제10회 | 3월 17일 | 7.4%           | 7.9%         | 7.7%           | 8.2%         |
| 제11회 | 3월 17일 | 7.1%           | 7.3%         | 7.4%           | 7.7%         |
| 제12회 | 3월 17일 | 7.2%           | 7.8%         | 8.3%           | 8.9%         |
| 제13회 | 3월 24일 | 5.0%           | 6.3%         | 5.9%           | 7.2%         |
| 제14회 | 3월 24일 | 6.6%           | 7.2%         | 7.0%           | 7.6%         |
| 제15회 | 3월 24일 | 6.8%           | 8.0%         | 6.9%           | 8.1%         |
| 제16회 | 3월 24일 | 6.8%           | 7.5%         | 7.8%           | 8.6%         |
| 제17회 | 3월 31일 | 4.5%           | 4.7%         | 5.0%           | 5.2%         |
| 제18회 | 3월 31일 | 6.0%           | 7.1%         | 6.6%           | 7.6%         |
| 제19회 | 3월 31일 | 6.1%           | 6.8%         | 6.2%           | 6.9%         |
| 제20회 | 3월 31일 | 6.7%           | 7.3%         | 8.0%           | 8.6%         |
| 제21회 | 4월 7일  | 6.9%           | 7.4%         | 6.3%           | 6.8%         |
| 제22회 | 4월 7일  | 8.4%           | 8.7%         | 7.8%           | 8.1%         |
| 제23회 | 4월 7일  | 8.0%           | 8.2%         | 8.3%           | 8.6%         |
| 제24회 | 4월 7일  | 8.1%           | 8.5%         | 8.8%           | 9.4%         |
| 제25회 | 4월 14일 | 6.6%           | 6.7%         | 5.9%           | 6.0%         |
| 제26회 | 4월 14일 | 7.3%           | 7.4%         | 6.9%           | 6.9%         |
| 제27회 | 4월 14일 | 7.0%           | 7.2%         | 7.0%           | 7.1%         |
| 제28회 | 4월 14일 | 7.3%           | 7.9%         | 8.2%           | 8.8%         |
| 제29회 | 4월 21일 | 5.6%           | 6.1%         | 5.7%           | 6.2%         |
| 제30회 | 4월 21일 | 7.1%           | 7.6%         | 7.1%           | 7.7%         |
| 제31회 | 4월 21일 | 7.1%           | 7.3%         | 6.7%           | 7.4%         |
| 제32회 | 4월 21일 | 8.1%           | 8.8%         | 8.0%           | 8.7%         |
| 제33회 | 4월 28일 | 6.3%           | 6.7%         | 6.8%           | 7.2%         |
| 제34회 | 4월 28일 | 7.9%           | 8.1%         | 7.9%           | 8.0%         |
| 제35회 | 4월 28일 | 7.8%           | 8.3%         | 8.5%           | 9.0%         |
| 제36회 | 4월 28일 | 8.5%           | 9.4%         | 10.1%          | 10.9%        |
| 제37회 | 5월 5일  | 5.8%           | 6.2%         | 5.7%           | 6.1%         |
| 제38회 | 5월 5일  | 7.3%           | 7.4%         | 7.2%           | 7.1%         |
| 제39회 | 5월 5일  | 7.3%           | 7.5%         | 7.4%           | 7.4%         |
| 제40회 | 5월 5일  | 8.7%           | 8.8%         | 8.9%           | 8.9%         |

## 경쟁 프로그램
- MBC 주말 특별기획 드라마 《데릴남편 오작두》

## 참고 사항
- 이다해는 2014년 MBC 주말 드라마 《호텔킹》 이후 해당 작품을 통해 3년 8개월 만에 국내로 복귀했다.[3]
- 이문숙 역을 맡은 양금석은 2015년 MBC 아침 드라마 《이브의 사랑》 이후 2년 5개월 만에 해당 작품으로 안방극장에 돌아왔다.